# 紗藤ましろ
紗藤 ましろ（さとう ましろ、8月1日 - ）は日本の女性声優。主に同人作品に声をあてている。別名義ではイラストや漫画作品を手掛けていた。2017年10月23日から活動休止中。2022年12月3日Twitter上にて活動再開を宣言した。現在、声優、イラストレーター、Live2Dモデラー、VTuberとして活動中。VTuber用立ち絵、Live2Dなど全年齢向け活動の際はひらがなの「さとうましろ」名義を使用。

## 出演作品
太字は主役・メインキャラクター

### ゲーム

#### 2011年
- 東方玉消失〜Femme Fatale de Castration.（四季映姫・ヤマザナドゥ）
- むすめいと（夢花[5]）
- わーすと☆コンタクト 〜死神彼女と宇宙人〜[6]

#### 2012年
- おてんば姫と従者と闘技場（マーニャ、ミネア、ビビアン）
- 外道生徒会（佐倉 ノドカ[7]）
- 背徳せんせーしょん（錦木 華[8]）
- マインドハッカー -お前の心は俺のモノ-（西園寺 玲奈[9]）
- 魔王降臨2 〜慟哭の女勇者処女蹂躙〜（メリッサ、シエーラ）

#### 2013年
- 男の娘学園っ! 〜3人の男の娘達との運命の出会い、そして僕達は恋に落ちる!〜（柏 祐希）
- 白黒催眠（岩崎 綾香）

#### 2014年
- 田舎のがっこで夏休み♀♀♀×♂（鈴真初乃）
- ショタ男の娘ハーレム ～イケナイ遊びに堕ちたボク達〜
- ラブレイパー! School hamedol project